# 세계문학상
세계문학상(世界文學賞)은 세계일보가 2005년 기준으로 국내 최고 고료인 1억원을 내걸고 만든 문학상이다.

## 역대 수상 작품
| 회     | 연도   |        | 저자              | 작품                                                               |
| ------ | ------ | ------ | ----------------- | ------------------------------------------------------------------ |
| 제1회  | 2005년 | 대상   | 김별아            | '미실' ISBN 9788974562700                                          |
| 제2회  | 2006년 | 대상   | 박현욱            | '아내가 결혼했다' ISBN 8974563304                                  |
| 제3회  | 2007년 | 대상   | 신경진            | '슬롯(SLOT)' ISBN 9788974563578                                    |
| 제4회  | 2008년 | 대상   | 백영옥            | ‘스타일’ISBN 9788959132959                                         |
| 제5회  | 2009년 | 대상   | 정유정            | ‘내 심장을 쏴라’ISBN 9788956602998                                 |
| 제6회  | 2010년 | 대상   | 임성순            | ‘컨설턴트’ISBN 9788956603391                                       |
| 제7회  | 2011년 | 대상   | 강희진            | ‘유령‘ ISBN 9788956605364                                          |
| 제8회  | 2012년 | 대상   | 전민식            | ‘개를 산책시키는 남자’ISBN 9788956606064                           |
| 제9회  | 2013년 | 대상   | 박향              | ‘에메랄드궁’ISBN 9788997962082                                     |
| 제9회  | 2013년 | 우수상 | 김서진            | ‘선량한 시민’ISBN 9788997962150                                    |
| 제9회  | 2013년 | 우수상 | 김호연            | ‘망원동 브라더스’ISBN 9788997962129                                |
| 제9회  | 2013년 | 우수상 | 임재희            | ‘당신의 파라다이스’ISBN 9788997962112                              |
| 제9회  | 2013년 | 우수상 | 정민              | ’사이공 나이트’ISBN 9788997962143                                  |
| 제9회  | 2013년 | 우수상 | 최욱              | ‘슈나벨 최후의 자손’ISBN 9788997962174                             |
| 제10회 | 2014년 | 대상   | 정재민 이동원     | '보헤미안 랩소디’ ISBS 9791195260218 ‘살고 싶다’ISBN 9791195260201 |
| 제11회 | 2015년 | 대상   | 김근우            | '고양이를 잡아먹은 오리'                                           |
| 제11회 | 2015년 | 우수상 | 박소연            | '꽃그림자 놀이'                                                    |
| 제11회 | 2015년 | 우수상 | 이성아            | '가마우지는 왜 바다로 갔을까'                                      |
| 제11회 | 2015년 | 우수상 | 김의              | '어느 철학과 자퇴생의 날들'                                        |
| 제12회 | 2016년 | 대상   | 조영주            | '붉은 소파'                                                        |
| 제13회 | 2017년 | 대상   | 도선우            | '저스티스 맨'                                                      |
| 제13회 | 2017년 | 우수상 | 박생강            | '살기 좋은 나라?' (출판명: 우리 사우나는 JTBC 안 봐요)             |
| 제13회 | 2017년 | 우수상 | 정미경            | '큰비'                                                             |
| 제14회 | 2018년 | 대상   | 박형근            | '스페이스 보이'                                                    |
| 제15회 | 2019년 | 대상   | 이봉주(다이앤 리) | '로야'ISBN 9791161570532                                           |
| 제16회 | 2020년 | 대상   | 오수완            | '도서관을 떠나는 책들을 위하여'                                    |

## 세계청소년문학상
- 2007년 1회 정유정, '내 인생의 스프링캠프'
- 2008년 2회 전아리,‘직녀의 일기장’
- 2012년 제6회[8]